# Pacific PR02
Chronologie des modèles (1995)
Pacific PR01 Aucun
La Pacific PR02 est la monoplace de Formule 1 engagée par l'écurie Pacific Racing lors de la saison 1995 de Formule 1. Elle est pilotée par les Italiens Giovanni Lavaggi et Andrea Montermini, le Français Bertrand Gachot et le Suisse Jean-Denis Delétraz. Les pilotes d'essais sont le Français Paul Belmondo et l'Anglais Oliver Gavin. Pacific Grand Prix n'a pas de sponsor principal lors de cette saison.

## Historique

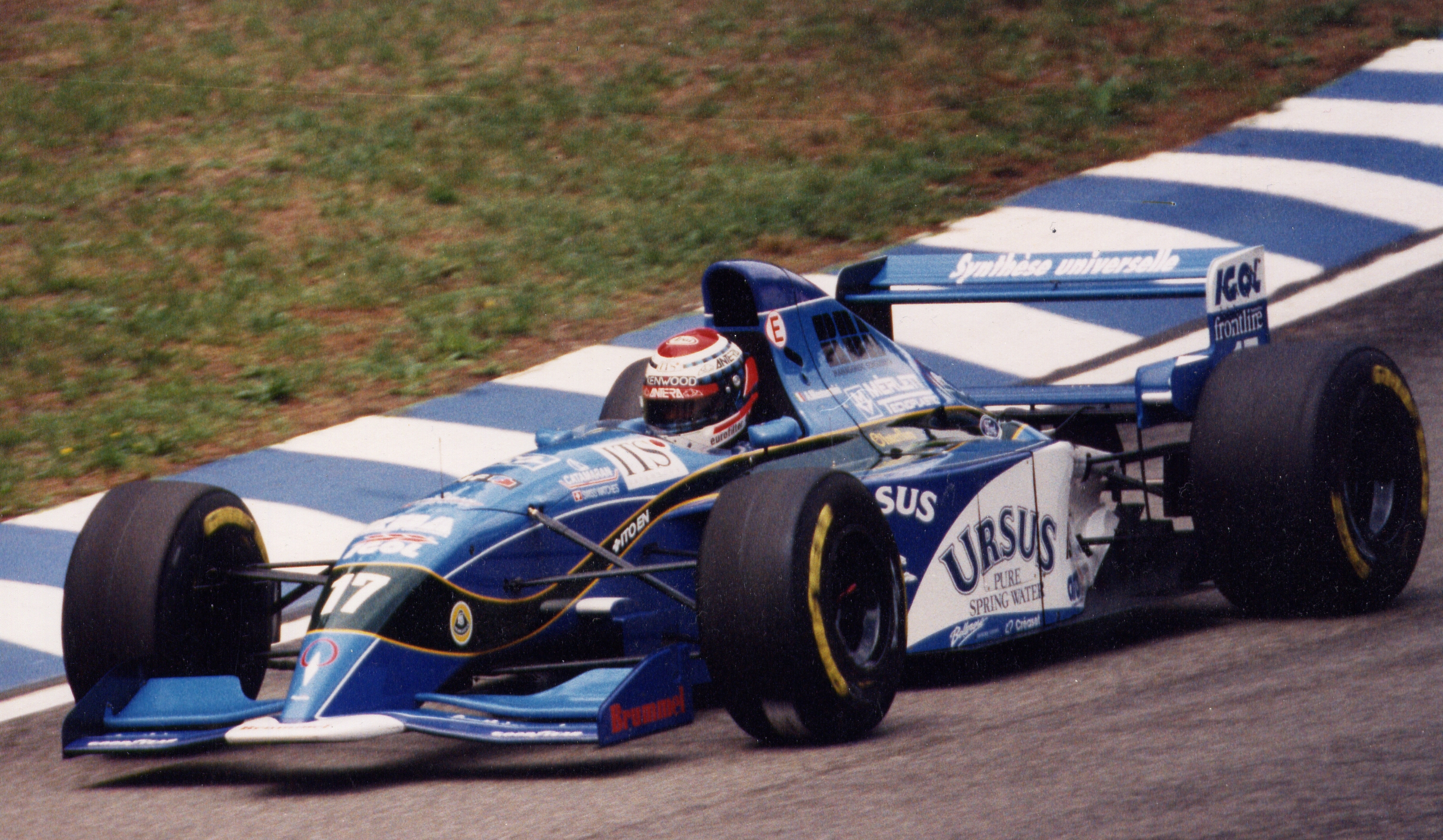
Andrea Montermini à bord de la Pacific PR02 au GP d'Allemagne 1995.

Bien que la voiture ait de meilleures performances que sa prédécesseur, la Pacific PR01, la PR02 manque cruellement de fiabilité puisqu'en trente-quatre engagements, elle ne franchit la ligne d'arrivée qu'à sept reprises. La meilleure performance obtenue en course est une huitième place lors du Grand Prix d'Allemagne par Andrea Montermini, résultat réitéré par Bertrand Gachot en Australie.
À la fin de la saison, Pacific Racing termine douzième du championnat des constructeurs, sans avoir marqué de points, et l'écurie britannique se retire de la Formule 1.

## Résultats en championnat du monde de Formule 1

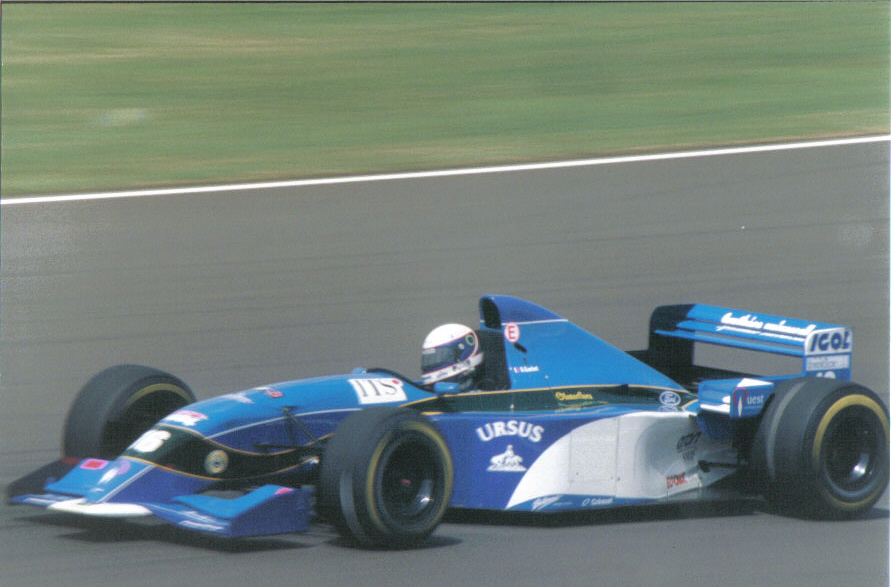
Bertrand Gachot lors du Grand Prix de Grande-Bretagne 1995.

| Saison | Écurie                 | Moteur               | Pneus    | Pilotes             | Courses | Courses | Courses | Courses | Courses | Courses | Courses | Courses | Courses | Courses | Courses | Courses | Courses | Courses | Courses | Courses | Courses | Points inscrits | Classement |
| Saison | Écurie                 | Moteur               | Pneus    | Pilotes             | 1       | 2       | 3       | 4       | 5       | 6       | 7       | 8       | 9       | 10      | 11      | 12      | 13      | 14      | 15      | 16      | 17      | Points inscrits | Classement |
| ------ | ---------------------- | -------------------- | -------- | ------------------- | ------- | ------- | ------- | ------- | ------- | ------- | ------- | ------- | ------- | ------- | ------- | ------- | ------- | ------- | ------- | ------- | ------- | --------------- | ---------- |
| 1995   | Pacific Grand Prix Ltd | Ford-Cosworth EDC V8 | Goodyear |                     | BRÉ     | ARG     | SMR     | ESP     | MON     | CAN     | FRA     | GBR     | ALL     | HON     | BEL     | ITA     | POR     | EUR     | PAC     | JAP     | AUS     | 0               | 12e        |
| 1995   | Pacific Grand Prix Ltd | Ford-Cosworth EDC V8 | Goodyear | Bertrand Gachot     | Abd     | Abd     | Abd     | Abd     | Abd     | Abd     | Abd     | 12e     |         |         |         |         |         |         | Abd     | Abd     | 8e      | 0               | 12e        |
| 1995   | Pacific Grand Prix Ltd | Ford-Cosworth EDC V8 | Goodyear | Giovanni Lavaggi    |         |         |         |         |         |         |         |         | Abd     | Abd     | Abd     | Abd     |         |         |         |         |         | 0               | 12e        |
| 1995   | Pacific Grand Prix Ltd | Ford-Cosworth EDC V8 | Goodyear | Jean-Denis Delétraz |         |         |         |         |         |         |         |         |         |         |         |         | Abd     | 15e     |         |         |         | 0               | 12e        |
| 1995   | Pacific Grand Prix Ltd | Ford-Cosworth EDC V8 | Goodyear | Andrea Montermini   | 9e      | Abd     | Abd     | Np      | Dsq     | Abd     | Nc      | Abd     | 8e      | 12e     | Abd     | Abd     | Abd     | Abd     | Abd     | Abd     | Abd     | 0               | 12e        |

Légende : ici 